# Dryopteris litardierei
Dryopteris litardierei är en träjonväxtart som beskrevs av Werner Hugo Paul Rothmaler. Dryopteris litardierei ingår i släktet Dryopteris och familjen Dryopteridaceae. Inga underarter finns listade.